# East Midlands
East Midlands (Tărâmurile de la Mijloc Estice) este una dintre cele nouă regiuni ale Angliei. Orașele principale din regiune sunt Nottingham, Leicester, Lincoln, Derby și Northampton.

## Diviziuni administrative
Regiunea este formată din următoarele comitate (ceremoniale și ne-metropolitate) și autorități unitare:
| Harta               | Comitat ceremonial  | Comitat/Autoritate unitară | Districte |
| ------------------- | ------------------- | --- | --- |
|                     | Derbyshire          | 1. Derbyshire | High Peak, Derbyshire Dales South Derbyshire, Erewash Amber Valley, North East Derbyshire Chesterfield, Bolsover |
| 2. Derby            | Derbyshire          | | |
| Nottinghamshire     | 3. Nottinghamshire  | Rushcliffe, Broxtowe Ashfield, Gedling Newark and Sherwood, Mansfield Bassetlaw                                                        | |
| Nottinghamshire     | 4. Nottingham       | | |
| Lincolnshire        | 5. Lincolnshire     | Lincoln, North Kesteven South Kesteven, South Holland, Boston, East Lindsey, West Lindsey, North Lincolnshire, North East Lincolnshire | |
| Leicestershire      | 6. Leicestershire   | Charnwood, Melton Harborough, Oadby and Wigston Blaby, Hinckley and Bosworth North West Leicestershire                                 | |
| Leicestershire      | 7. Leicester        | | |
| 8. Rutland          |                     | | |
| 9. Northamptonshire | 9. Northamptonshire | South Northamptonshire, Northampton Daventry, Wellingborough Kettering, Corby East Northamptonshire                                    | |